# Naoshi Komi
Naoshi Komi (古味直志 Komi Naoshi?, 28 de marzo de 1986) es un mangaka japonés, más conocido por sus obras fantásticas e historias, que con regularidad son publicadas en la Shūkan Shōnen Jump. Debido al proceso de selección de la Jump, varias de sus historias solo han logrado convertirse en one-shots, aun así se mantiene fiel a la revista. 
Uno de sus trabajos es Double Arts, que fue publicado y luego se canceló después de su tercer tankōbon, pero se ha desarrollado un culto considerable desde su cancelación. Actualmente su obra más renombrada Nisekoi ya ha tenido dos adaptaciones a anime. El manga concluyó el 4 de agosto de 2016.

## Trabajos

### One-shots
- Koi no Kami-sama (2007, Shūkan Shōnen Jump)
- Island (2007, Akamaru Jump)
- Williams (2007, Shūkan Shōnen Jump)
- Personant (2008, Jump Square)
- Apple (2008, Shūkan Shōnen Jump)
- Tokidoki (2016, Shūkan Shōnen Jump)
- E no geten: Starting Point (2018,Weekly Shōnen Jump)

### Series
- Double Arts (2008, Shūkan Shōnen Jump), serie cancelada luego de la aparición de su tercer tomo.
- Nisekoi (2011,  Shūkan Shōnen Jump ) serializada desde noviembre del 2011.